# Gièvres
Gièvres ist eine Gemeinde mit 2290 Einwohnern (Stand: 1. Januar 2022) im französischen Département Loir-et-Cher der Region Centre-Val de Loire. Die Gemeinde gehört zum Arrondissement Romorantin-Lanthenay und zum Kanton Selles-sur-Cher. Die Einwohner werden Gièvrois(es) genannt.

## Geographie
Gièvres liegt etwa zehn Kilometer südwestlich von Romorantin-Lanthenay am Canal de Berry zwischen Cher und Sauldre.

### Nachbargemeinden
Umgeben ist Gièvres von den Nachbargemeinden Pruniers-en-Sologne im Norden, Villefranche-sur-Cher im Osten, La Chapelle-Montmartin im Südosten, Chabris im Süden sowie Selles-sur-Cher im Westen.

## Bevölkerungsentwicklung
| 1962 | 1968 | 1975 | 1982 | 1990 | 1999 | 2006 | 2018 |
| ---- | ---- | ---- | ---- | ---- | ---- | ---- | ---- |
| 1292 | 1254 | 1534 | 1666 | 1767 | 1999 | 2185 | 2386 |

## Sehenswürdigkeiten
- Schmalspurbahn Chemin de fer du Blanc-Argent

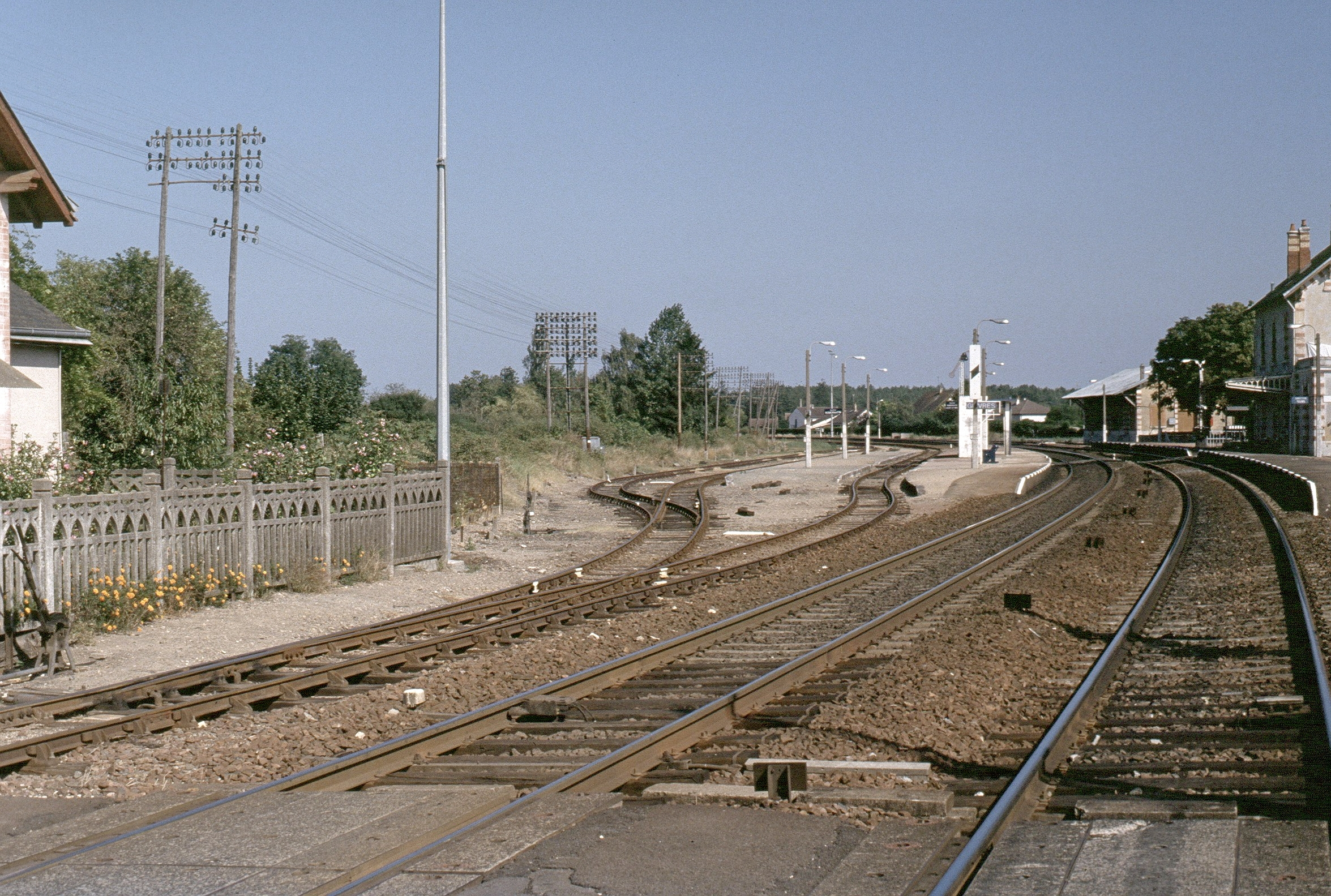
Bahnhof Gièvres, links die Gleise der Schmalspurbahn (1993)